# 조선민주주의인민공화국의 과학
조선민주주의인민공화국 과학은 역사가 아주 깊은 주체적인 과학 사상에 따라 조직되었으며, 1951년 12월 1일 과학 기술의 증진을 목적으로 김일성 수상의 특별 지시로 육성하였다.

## 주체 과학
조선민주주의인민공화국에서는 한때 주체과학으로 3대 과학으로 지정을 하였고 특히 주체철과 비날론, 무연탄 가스화 혹은 갈탄 가스화가 있다.

### 비날론
비닐론 혹은 비날론은 1936년 리승기 박사가 개발한 섬유로써 이때 일본에서 개발하여 직접적으로 관련이 깊고 특히 섬유의 품질이 최상이라 면에 버금가는 화학섬유로 인정을 받고 있다.
특히 필라멘트 섬유로 만들면 비단과 같아지고 양모와 같은 스테이플 섬유로 만들면 양모보다 성질이 좋고 면직물과 거의 비슷한 품질을 자랑하여 항상 리승기 박사가 항상 입고 다녔다고 알려져 있다.
결국 리승기 박사가 월북한 뒤 섬유 과정을 생략하고 원료 공정을 개발하여 무연탄으로 전용하는 과정과 카바이드 공정, 아세트 알데히드를 아세트산으로 변경하여 원료과정을 개발하여 1957년 개발에 성공하여 김일성으로부터 축전을 받았다.

### 회전로 방식 주체철 개발
주체철은 원래 입철이라는 구단광을 청진 제강소에서 만들었으나 36만 톤의 규모로는 부족하여 개건 공사를 거쳤고 특히 성진제강련합기업소에도 공사를 거쳐서 입철을 더욱 강화하여 삼화철이라는 구단광을 새로 만들어 제강과정과 함께 사용하였으나 결국 노폐물이 자주 회전로에 끼며 특히 코크스도 상당부분 많이 넣어야 하여 결국 경제난은 더욱 심화되었다.
결국 1998년부터 주체철 사업이 시작하여 회전로 부문과 산소열법 용광로 부문 그리고 갈탄 제철 용광로 부문을 나누어 회전로 부문은 성진제강련합기업소가 산소열법용광로 부문은 황해제철련합기업소가 갈탄 제철 용광로 부문은 김책제철련합기업소가 나누어 연구를 하기 시작하였다.
회전로 부문에서는 결국 이사업이 10년을 끌동안 이 공법은 실패를 연속으로 하였으며 국내 기술로 활용할 수 없는 인식이 쌓여갔고 특히 결국 젖은 물가마니를 쓰고 특히 불속으로 뛰어들었으며 거기서 문제점을 발견을 하였다.
실패를 통한 학습으로 2004년 50%의 코크스 배합 사용 공법을 달성을 하여 산화 배소 구단광을 만들게 되었으며 하지만 결국 60%로 실수율이 떨어지고 특수강을 생산하여 수출을 하여야 하는데 품질이 떨어지는 등 결국 원점으로 돌려서 개발을 다시 하였다.
결국 산소 용융 방법을 채택하기로 하고 특히 실험 공장에서 6kg의 산소를 주입하여 2kg의 용선을 출선하는데 성공하자 결국 공업로 도입을 추구하였다.
성진제강련합기업소에서도 특히 공장이 책임지겠다는 각오와 함께 실험을 계속하자고 하였고 특히 점결제 무사용과 함께 저질 석탄으로 기술 경제 지표를 개선하는데 성공을 거두었다.
회전로가 계속 폭발하자 방법이 없던 한 박사가 결국 용융로 안에 들어가서 결국 폭발의 문제점을 발견하고 거기서 문제점을 해결해 품질이 좋은 용선이 출선이 되어 김정일이 극찬하고 이를 치하하였다.

### 갈탄 용광로 주체철 개발
김책제철련합기업소에서는 결국 2003년에는 국가 과학원 5월 28일 금속 연구소에서 발명 특허를 내어 결국 갈탄 제철에 의한 용선 생산법을 완비를 하는데 성공을 하여 이것을 통하여 연구를 하기 시작하였고 여기에 김책 제철 연합 기업소가 주도하여 시험 공장을 차려서 실험을 계속하였다.
하지만 오류가 나기 쉬웠고 특히 불량이 많았으며 가는 곳곳마다 실패를 하여 결국 김정일이 뇌졸중으로 쓰러지게 된 결정적인 원인이 컸으며 특히 이것에 대한 포기론도 있었으나 결국 김정일은 한발짝이 아니라 반발짝도 후퇴하지 말라는 명령을 내렸고 이때 100만 달러를 추가로 투자를 하면서 힘을 내기 시작을 하였다.
결국 갈탄 용광로가 개발이 완료되고 실험을 계속한 결과 1차 실험에서는 결국 지표 달성에 실패를 하였는데 반하여 2차 실험에서는 부분적인 달성에만 하였을 뿐 그리하여 결국 성과가 없자 결국 3차 실험에서 정상적인 지표 달성에 성공을 하게 되었다.
그리고 성공을 시키고 특히 2010년에 출선을 하는데 성공을 하여 김정일이 치하를 하면서 기뻐하였고 특히 성진제강련합기업소에 버금가는 주체철 개발이라면서 좋아하였다.
그리고 2010년에 결국 김정일은 현지지도를 가면서 결국 김책 제철 연합 기업소 갈탄 용광로를 보면서 흐뭇하였고 출선 장면을 봤다.

### 산소열법 용광로 주체철 개발
산소열법 용광로 제철 기술은 추진되어 1998년 4월 이 공법을 완성하고 1999년 김정일의 생일에 맞춰 산소열법 용광로 조업식을 개최하였으며 3년 여의 기간에 걸쳐 완성했다고 하면서 연간 생산 목표를 18만 톤이라고 밝혔으며 이에 앞서 무연탄과 갈탄을 섞어 만드는 산화알탄직장을 전년도 중반에 신설하였으며 2005년까지 산소열법 용광로 가동 소식은 지속 보도되었다.
2006년 들어서면서 산소열법에 의한 용광로 생산준비를 다그친다고 하면서 중형용광로직장의 7호 용광로 개건 현대화와 산화배소구단광공정 도입, 열풍로 개조사업에 착수하게 된다.
이때부터는 산소열법이라는 용어 대신 주체철 생산공정이라는 용어를 주로 사용하였으며 2008년에는 새로운 주체철 생산공정을 건설하고 부분별 시운전을 진행하였으며 100t 초고전력전기로에 주체철을 넉넉히 대줄 수 있는 토대가 마련되었다고 하였다.
하지만 결국 산소열법용광로의 가동이 전면 중지되자 결국 어쩔 수 없이 문제점을 가지고 가동이 중지되자 김정일이 2010년 현지지도를 가서 결국 문제점을 보고가 올라오자 결국 투자를 하며 어떠하든 복구를 완료하라고 명령을 내렸다.
이때 황해제철련합기업소 노동자들은 이때 문제점이 액체 산소분리기의 용적이 안맞는다는 것을 깨닫고 결국 용적이 맞는 15,000m2 산소분리기를 보고를 올리자 김정일은 즉시 락원기계련합기업소에 주문을 하고 즉시 황해제철련합기업소에 공급하라고 명령을 내려 산소분리기를 즉시 황해제철련합기업소로 보냈다.
그리고 산소분리기를 용적에 맞게 다시 재설계를 하고 즉시 건설에 착수하여 2015년 12월 31일 황해제철련합기업소 산소열법용광로가 즉시 가동이 되었으며 2016년1월 1일 용선이 출선이 되어 품질이 좋은 용선이 나왔다.
2016년에는 이때부터 황해제철련합기업소가 추진하여 성공을 시킨 산소열법 용광로를 김책제철련합기업소에 활용을 하기 시작하여 2017년부터 공사에 들어갔었고 이때 황해제철련합기업소에 사용하던 설비들을 대부분 활용하여 김책제철련합기업소에 활용을 하였다.
2018년 1월 1일 완공이 되어 첫 출선이 되는데 성공을 하고 출선을 한 용선이 품질이 좋은 용선이 되어 나오자 모두가 기뻐하였고 품질이 좋은 용선으로 변했으며 연산 규모는 30만 톤의 수준으로 추정을 할 수 있고 특히 황해제철련합기업소의 1.6배 더 많은 규모를 자랑하고 있다.

### 석탄 가스화 비료 개발
김정은은 2011년까지 남흥청년화학련합기업소 무연탄가스화 공정을 완공해 30만 톤의 비료를 생산하고 2012년까지 흥남비료연합기업소 무연탄가스화 공정을 완공해 연간 100만 톤의 비료생산능력을 갖춘다는 계획이었다고 소식통은 말했다.
그러나 무연탄 가스화 공정이 완공된 남흥청년화학련합기업소는 비료 생산이 아예 중단된 상태이고 흥남비료연합기업소도 2012년까지 완공하기로 한 무연탄가스화공정을 갈탄가스화공정으로 변경해 2014년까지 완공하는 것으로 목표를 수정했다는 얘기를 했다.
이와 관련 함경북도의 소식통은 흥남비료련합기업소 갈탄 가스화 공정은 사실상 갈탄 가스화 공정이라며 함경북도 명천군과 은덕군 일대에 매장된 고참탄을 비료생산에 쓰겠다는 허황된 생각이라고 비꼬았다.
현재 조선민주주의인민공화국은 남흥청년화학련합기업소는 30만 톤의 요소 비료를 생산을 하고 흥남비료연합기업소는 48만 톤의 요소 비료를 생산할 수 있다고 밝혔다.

### 과인산 비료 공정 개발
결국 2020년 한동안 김정은이 보이지 않아 결국 순천 과인산 비료 공장이 건설되는 것을 보지 못할뻔 하다 결국 2020년 5월 1일 김정은이 예정대로 순천 과인산비료공장으로 현지지도 겸 완공식을 직접 주도하여 테이프를 끊었다.
이때 김정은이 현지지도를 다녀보며 이때 무인화가 된 산업용 로봇과 회전로 그리고 린비료를 생산할 무연탄 등을 보급할 여력이 있는지 알아봤으며 특히 자재 걱정을 하지 않도록 유의할 것과 통합 생산 체계를 보고 감동한 점, 생산라인을 보며 5개월안에 생산라인은 어떠하든 2개는 마련하라는 지시가 떨어졌다고 밝혔다.
하지만 현재 특수 시약도 부족한데다가 특히 아직 생산라인은 들여오지도 않았음을 알수가 있었고 특히 아직 인원보충도 되지 않았고 특히 설비를 수입하려면 수입물자교류시장을 이용하여야 한다.
국가경제발전 5개년 전략의 한계단은 올라갔지만 아직 순천화학련합기업소의 메탄올 직장이 완료가 되지 않았으며 다만 순천 과인산 비료 공장이 완공 된 것으로 보아 현재 메탄올 직장도 상당히 완료가 되었다.

### 탄소하나화학공업 창설
조선로동당 제7차 대회에서 석유의 중요함을 역설한 김정은은 결국 순천화학련합기업소의 메탄올 직장을 다시 탄소하나화학공업 기지를 건설할 야심찬 계획을 추진하여 박봉주 총리에게 재가를 하여 메탄올 직장을 다시 건설하라고 명령을 내린다.
결국 박봉주 총리는 순천시를 현지지도 가는 길에 항상 메탄올 직장의 일에 대하여 많은 조언을 주고 특히 핵개발과 관련하여 인조 석유화를 하려는 김정은의 명령에 항상 건설 자재를 중요시하게 여기라는 조언과 함께 순천 과인산 비료 공장과 탄소하나화학공업기지를 현지지도가며 완공을 지시를 하게 되었다.
그리고 연산 생산규모도 75만 톤에서 2.5배로 줄인 30만 톤을 생산규모로 잡고 건설을 하고 있으며 1983년 순천 비날론 련합 기업소처럼 되지 않으려고 최소한의 예산을 가지고 최대한의 성과를 내려고 추진을 하고 있다.
김재룡 총리도 항상 순천화학련합기업소 메탄올 직장을 현지지도를 가서 계속 료해하며 특히 건설의 신속함보다는 정밀함을 요구하고 있다.

## 전자 공학
현재 조선민주주의인민공화국이 가장 야심차게 준비하는 게 전자 공학 부문 특히 반도체 사업이며 특히 반도체 공학은 1983년부터 준비하여 평양과 성천 그리고 은정지구를 기준으로 반도체 사업을 벌이고 있으며 특히 김정일과 김정은이 가장 투자를 많이 하는 것도 반도체 장비에 투자를 하고 있다.
반도체 공장을 알아본다면 리철호가 사업하는 기계 공장과 89호 집적회로 공장, 평양 집적회로 공장, 평양 집적회로 시험 공장, Glocom, 111호 마스크 제작소에 가장 많은 돈을 투자하고 있다.

### 반도체 제조 공정 개발
1987년에 16MB 디램을 개발하고 1991년 64MB 디램을 개발한 이후에 1997년 111호 마스크 제작소가 들어선 이후 마이크로프로세서 개발을 전환하여 결국 2000년에 16비트 마이크로컨트롤러를 개발하여 시스템 반도체 개발을 파운드리 하는 데 성공을 거두었다.
그리고 2004년에는 16비트 마이크로컨트롤러를 발명 공보에 수록을 하였고 2005년에는 16비트 마이크로프로세서를 개발하여 발명 공보에 수록을 하였다.
그리고 2005년에는 0.5um 초점심도의 위상반전마스크를 개발하여 2007년 1월 6일 45nm ASIC 제작 기술을 확보하여 설계 기술을 파운드리하는 데 실증하였고 2008년에는 20nm 표준셀를 개발하여 평양 집적회로 시험 공장에 파운드리 하는데 성공을 거두었다.
특히 2008년에는 액정 디스플레이의 미세 컬러 필터와 2010년에는 액정 디스플레이의 액정 주입 방법으로 LCD TV를 개발하는데 성공을 거두었다.
2014년 12월 29일 조선중앙통신에서 보도한 바에 따르면 조선민주주의인민공화국은 현재 ASIC 제작 기술을 확보하였다고 보도하여 현재 20nm ASIC 제작기술을 확보하였다.
2017년에는 111호 마스크 제작소를 통하여 LP형 HKMG 생산 기술을 갖추는데 성공하여 파운드리 하여 실증하는데 입증을 한 뒤 2017년에는 10nm FinFET 공정을 개발하여 역시 파운드리하여 입증을 하는데 성공하였다.
2019년에는 7nm FinFET 공정을 개발하여 SoC 제작 기술에 접목하는데 성공을 거두었으며 이를 바탕으로 2019년 10월 30일 조선민주주의인민공화국에서 SoC 강의를 진행한 적이 있다.
2019년에는 SoC를 개발에 성공하여 현재 Glocom에서 ARM 마이크로프로세서와 SPARC 마이크로프로세서를 설계하여 위에 있는 공장에 파운드리를 맡겨 미사일 공장이나 기계 공장에 시장가격보다 약간 낮은 가격에 납품을 하고 있다.

### 포토마스크 제조 공정 개발
Global Communications 즉 줄여서 Glocom은 조선민주주의인민공화국의 방위 기업 및 팹리스 반도체 기업으로 특히 군사용 프로그램 설계 및 반도체 설계를 맡고 있으며 111호 마스크 제작소도 역시 팹리스 반도체 기업으로 활약을 하고 있다.
특히 SPARC International에서 공개한 SPARC 마이크로프로세서와 ARM 마이크로프로세서를 설계하고 있고 현재 이 기업은 유엔 제재에 관련된 문항에 포함이 되어 있으며 이의 프로그램 설계와 특히 팹리스 반도체 기업으로 통하여 얻어진 수입으로 자체 자산을 마련하고 있다.
2000년에는 16비트 마이크로컨트롤러를 개발 완성하고 수백여종의 위상반전 마스크를 포함하여 마스크 제작을 하는데 성공을 거두어 조선중앙통신에 실려 김정일로부터 칭찬을 받았고 2004년에는 MEBES-4700S 전자빔 리소그래피 장비를 들여와서 28nm 생산기술까지 확보하는데 성공을 거두었으며, 이때 낸드 플래시를 개발하는데 성공을 거두었다.
2005년에는 16비트 마이크로프로세서 GC-9211A 제작 기술 확보하였으며 김장순 박사 명의로 0.5um 초점심도의 위상 반전 마스크 개발 확보에 성공을 거두었고 2007년 1월 6일 45nm ASIC 제작 기술을 확보하여 설계 기술을 파운드리하는 데 실증하였다.
3차 과학기술발전 5개년 계획에서는 2008년 2월 김천남 박사가 개발한 20nm급 표준셀의 패터닝 기술을 확보하는데 성공을 거두었으며 4차 과학기술발전 5개년 계획을 시작할 때에는 2017년에 111호 마스크 제작소에서 삼성전자가 개발을 한 LP형 HKMG를 설계하는 데 성공을 하였다.
2014년 5월 14일에는 111호 마스크 제작소에서 20nm 표준셀용 위상반전마스크를 개발하여 이것을 바탕으로 2014년 12월 29일 조선중앙통신에서는 20nm ASIC 설계 기술을 111호 마스크 제작소에서 확보하는 데 성공을 거두었다.
2017년에는 중앙처리장치를 핵심으로 하는 SoC 제작 기술을 확보하는데 성공을 거두었으며 특히 10nm 공정으로 인하여 10nm 표준셀용 위상반전마스크를 개발하였으며 2019년에는 7nm 표준셀용 위상반전마스크를 개발하며 이를 바탕으로 111호 마스크 제작소와 Glocom에서 ARM 마이크로프로세서와 SPARC 마이크로프로세서를 설계하고 있으며 이를 파운드리로 생산을 하청하고 있다.

### 자체 네트워크 개발
1997년 EC계열의 통신망을 자체 개발하여 광명이라는 명칭의 인터넷 프로토콜 통신망을 개발하여 점대점 프로토콜 방식으로 추진을 하였다.
하지만 전화 통신망의 포화로 인하여 2000년대 전국적인 광케이블 부설 공사가 마무리되면서 독자적인 인트라넷 망을 갖게 되었으며 2000년 기준으로 도 - 시 - 군까지 광케이블 공사가 부설이 완료가 되었고 특히 리 기준과 가정집에는 56Kbps 수준의 모뎀 통신망이 부설이 되어 있었고, 2010년 기준으로 도 - 시 - 군 - 면 - 리 기준으로 광케이블 부설 공사가 완료가 되었고 가정집에서는 ADSL 모뎀 통신망이 부설이 완료가 되어 8Mbps 수준의 데이터 속도를 자랑하고 있다.
현재 광명망 서비스 중에서는 메일 서비스와 전자 게시판 서비스, 채팅 서비스, 온라인 게임 서비스를 추진을 하여 조선민주주의인민공화국 주민들에게 유흥을 즐기기 위한 서비스를 하고 있음을 알수가 있었고 한때는 자체로 게시할 수 있는 권한을 주었고 2008년 중순 북한이 이집트의 오라스콤과 이동통신 계약을 하게 되면서 오라스콤이 광명망을 활용하며 디지털 이동통신망을 구축하였고 지방 지사를 연결해 관리하게 되었다.
오라스콤에서 휴대폰을 이용한 WAP 서비스를 제공하게 되면서 조선민주주의인민공화국은 광명망을 개인이 이용하도록 할 수밖에 없게 되었고 광명망 내에 개설된 게시판에 글을 쓰게 되면 홈페이지의 관리자나 감독 기관에서 글을 검열한 후에 게시하는 방식의 제한이 생기게 되었다.
또한 조선민주주의인민공화국 내에 스마트폰이 유입되고, 오라스콤에서 본격적으로 스마트폰 판매 서비스를 개시하면서 광명망의 이용 규모는 이전과는 비교할 수 없을 정도로 성장하게 되었다.
아예 2017년 8월에는 김정은의 재가 하에 HSPA 모바일 인트라넷 서비스를 허용하여 HSPA USB Stick 판매를 허용하여 조선민주주의인민공화국 주민에게 판매를 하였고 이를 고려링크에서 인트라넷 서비스 이용자로 개통을 하였다.
현재 여기에 저장되어 있는 과학기술문헌 중 총 8,600여만 건이 광명망에 수록이 되어 있으며 발명특허는 3,600만 건이 광명에 수록된 과학기술문헌은 4,500만 건이 수록이 되어 있다.
이중에 10% 이상은 반도체와 컴퓨터 과학 문헌이며 이 기술 문헌들을 유료화 하여 반도체 연구와 소프트웨어 연구에 참고가 될 수 있도록 설정을 하였다.
특히 이 과학기술문헌의 대부분은 조선컴퓨터센터에서 대부분 외국 사이트에 자체 자산으로 구입하여 대부분 소장을 한 것으로 그만큼 과학의 중요성을 실감하고 있다.

### 미래 공중 자료 무선 통신망 서비스
조선민주주의인민공화국이 스마트폰과 태블릿 PC로 일부 제한된 광명망에 접근을 할 수 있는 와이파이 서비스 미래를 개발했다.
이 미래망 서비스는 평양 시내 주요 부분만 개통이 되었던 것으로 추정을 할 수 있고 차후에 평양 외곽까지 기지국을 부설하겠다는 입장을 만경대 해양 기술 교류사 연구진이 밝혔다.
그리하여 1,300여개 기관은 물론 아예 추가로 개통된 사이트까지 합쳐서 미래망 서비스는 물론 70Mbps 수준의 데이터 속도를 자랑하고 있으며 현재 미래망 서비스는 데이터 가격을 책정하고 있으며 특히 유료 서비스로 추진을 하고 있다.
스마트폰으로 목란비디오로 들어가서 안드로이드에 설치해 위의 영화를 볼 수 있도록 전격적으로 허용을 하였으며 이를 파격적인 조치를 취하였고 역시 대한민국 영화나 혹은 미국 영화 상영은 애니메이션을 뺀 나머지 금지 조치가 내려져 볼수가 없다.
더군다나 나의 길동무 앱 스토어를 통하여 현재 조선민주주의인민공화국의 금지되었던 외국 도서들까지 대부분 허용하여 구매할 시 구독할 수 있는 자유까지 주었고 이를 김흥광 대표가 밝혔다.

## 컴퓨터 과학

### 슈퍼컴퓨터 개발
조선민주주의인민공화국은 1997년도에 600기가플롭스의 슈퍼컴퓨터 1대를 개발하는 데 성공을 거두어 큰논란이 일고 있었고 이때부터 조선민주주의인민공화국은 슈퍼컴퓨터 개발에 주력하고 있었다.
그만큼 현재 슈퍼컴퓨터를 자체 개발하고 있으며 2000년대부터 현재까지 슈퍼컴퓨터 개발에 투자를 하고 있으며 Glocom을 통해서도 슈퍼컴퓨터를 자체로 개발한 SPARC FPGA를 바탕으로 설계하여 2017년까지 판매하고 있던 정황이 포착이 되었다.
현재 2013년 슈퍼컴퓨터에 대한 발명공보에 등록한 정보에 의하면 현재 조선민주주의인민공화국은 40테라플롭스를 자랑하는 슈퍼컴퓨터를 개발하였고 이를 바탕으로 국가 과학원에 집중 배치되어 현재 서버로 가동을 하고 있다.
특히 이 슈퍼컴퓨터를 바탕으로 현재 군수용으로도 몇대 이상을 생산하였을 가능성이 있으며 특히 슈퍼컴퓨터의 특허가 등록이 되어 있는 것으로 보아 현재 군수용으로도 생산할 가능성이 높다.
현재도 조선민주주의인민공화국은 서버 컴퓨터를 바탕으로 슈퍼컴퓨터 개발에 앞장서고 있으며 1차 과학기술발전 5개년 계획과 3차 과학기술발전 5개년 계획, 그리고 4차 과학기술발전 5개년 계획에도 슈퍼컴퓨터 개발을 주요 방점으로 찍어놓은 상태였다.

### 소프트웨어 기술
조선민주주의인민공화국은 2000년대부터 소프트웨어 개발을 이미 전폭적으로 시작하여 하드웨어는 군수 전용 개발 부문으로 소프트웨어는 민수 전용 개발로 돌려 개발을 하였다.
특히 자체 네트워크 개발은 물론 특히 스마트폰의 게임이나 혹은 애니메이션 같은 것도 조선민주주의인민공화국에서 개발하거나 혹은 복제하여 평양타치 스마트폰이나 아리랑 121 스마트폰에 설치를 할 수 있도록 하였고 그래서 현재는 자체 앱 스토어인 나의 길동무 4.1이나 혹은 자료봉사 2.0을 개발하여 미국의 애니메이션 영화나 혹은 UEFA 유로파리그 혹은 게임 엔진 계열인 카운터 스트라이크 계열도 개발하여 주민들에게 서비스를 하였다.
고려링크에서 전문적으로 판매하거나 혹은 강성네트로 특히 평양 2425 스마트폰 등 많은 스마트폰에 데이터 서비스를 하여 특히 광명망으로 조선중앙통신이나 혹은 로동신문 등 신문을 보거나 혹은 류경 오락장 사이트에서 온라인 게임을 하거나 만방 동영상 서비스를 이용할 수 있다.
Glocom은 알려진 직원들에 비해 높은 수준의 군 전자 및 통신 장비를 제공하고 있었으며 전문가는 조선민주주의인민공화국이 군수 기술 중 일부를 글로콤을 통해 판매했다고 주장했다. 글로콤은 공식적인 활동을 중지하고 문을 닫았지만 비공식적으로는 2018년까지 활동하였다.
Glocom은 C4ISR 솔저 시스템을 제공한다고 소개했으나 실질적으로는 팹리스 반도체 기업으로 특히 SPARC 마이크로프로세서와 ARM 마이크로프로세서도 설계하는 것으로 밝혀져 있다.
GS-2500 유니버설 솔저 정보 시스템으로 명명된 이 시스템은 전장에서 병사를 안전하게 보호하고, 효과적인 작전을 지원하며, 전장에서 병사의 능력을 극대화하는 시스템이라고 한다.

## 생명 공학

### 생물 복제 기술
조선민주주의인민공화국은 논문을 통해 2002년 3월 연구에 착수해 7월 1일 2마리, 2003년 4월 14일 1마리, 8월 14일 2마리 등 모두 5마리의 복제토끼를 탄생시켰다고 밝혔다.
프랑스 국립농학원 연구팀이 지난 2002년 6월 세계 최초로 체세포를 이용, 복제 토끼 6마리를 탄생시킨 것을 감안하면 세계 두 번째로 체세포를 통한 토끼 복제에 성공했다는 주장인 셈이다.
논문은 특히 태아섬유세포를 이용한 토끼 복제는 세계 최초라고 주장하기도 했다.
체세포 복제의 세계적 권위자인 황우석 서울대 교수는 이에 대해 북한의 토끼 복제 논문 전문을 읽어보니 북측이 토끼 복제 실험을 한 것만은 분명해 보인다며 이로써 북한의 BT 수준이 흔히 생각하듯 낙후된 것이 아니라 상당한 수준에 올라있을 것으로 추정된다고 말했다.
황 교수는 이어 하지만 논문에 유전자 검사 결과가 나와 있지 않은 사실에 비춰 북측이 유전자 검사를 제대로 하지 않았거나 못했을 것이라는 생각이 든다며 더욱이 세계 최초로 토끼복제에 성공한 프랑스의 관련 연구소에 확인해보니 북한이 이 연구소에 유전자 검사를 의뢰한 적이 없는 것으로 확인됐다고 언급했다.
2003년 4월엔 흰 생쥐에서 체세포 복제새끼를 출산하였으며 7월에는 복제된 토끼에서 새끼를 출산시켰다고 보도했다.

### 의료 공학 기술
조선민주주의인민공화국이 약용식물을 신약개발 주원료로 이용하고 있는 것은 김일성이 1959년 8월 민족 전통의학인 고려의학을 계승 발전시키고 약초의 약리작용을 이용한 의약품 개발을 지시한 데 따른 것이나 최근 경제난과 외화난이 심화되면서 서방국가로부터 신약 연구개발에 필요한 화학원료의 수입이 어려워진 것도 한 원인이 되고 있다.
조선민주주의인민공화국은 백두산을 비롯한 전국의 산하에 약 5천종의 고등식물이 자생하고 있으며 이중 약재로 사용 가능한 것은 7백여종이라고 밝히고 있으며 백두산불로초, 왕대황, 강계작약, 상원지황, 개성인삼 등은 북한에서 생산되는 대표적인 약용식물로 꼽힌다.
조선민주주의인민공화국은 이같은 약용식물을 이용, 불로산 삼보약, 고려록태고, 육미고, 율무창출고, 금은화물약, 만삼고, 인진고 등의 의약품을 생산, 환자 치료에 사용하고 있다.
이 전시회에는 전국의 제약회사에서 생산하고 의료기관에서 임상실험 중이던 4천여점의 의약품이 출품되었으며 전시회가 있기전까지 북한은 의료기술의 낙후와 연구개발 부진, 제약공장 생산설비의 노후화 등으로 극히 초보적인 3백50여종의 의약품만을 생산하는 것으로 알려져 왔다.

#### 1990년대 의료 기술
북한은 전시회에서 간염, 담낭염, 췌장염 치료에 탁월한 효과가 있다는 청담싸락약과 결핵, 폐렴, 대장염과 위염 치료약인 고려항생좌약, 당뇨병 치료약 제당팅크 그리고 C형간염 진단약과 진드기출혈열 예방약 등 새로운 신약으로 공개했다.
북한은 현재 약용식물을 이용한 천연항암치료제 연구개발에 주력하고 있으며 상당한 성과가 있는 것으로 밝히고 있다.
또 면역조절 및 당뇨 치료제인 장명과 암치료제 금령수 등 의약품도 전시되었으며 이약들도 상당한 효과가 있을 것으로 밝히고 있다.
조선중앙통신에 따르면 혈궁불로정은 손발저림, 손발마비, 언어장애, 어지럼증, 무기력증 등 여러 가지 증상과 고혈압, 저혈압, 협심증, 심근경색 등 질환의 예방과 치료에 효과가 있다.
이 식품은 특히 혈전물의 성분인 피브린 섬유소를 대단히 빠른 속도로 분해시키며 `조직 플라즈미노겐 활성화인자를 활성화시킴으로 인체조직의 자체 혈전 용해 능력을 높여 준다고 이 통신은 밝혔다.
한알에 낫도키나제 1만단위와 엘타스타제 2천 단위가 포함돼 있는 이 제품을 가지고 지난 10년간 수십만명의 환자를 대상으로 임상실험을 한 결과 90%가 완전한 치료효과를 봤다고 이 통신은 발표했다.
조총련 기관지 조선신보와 인터뷰에서 이같이 말했으며 전 사장은 이 주사약이 세포에 활력을 주고 건강을 증진시키는 만능약이라면서 북한 주민들은 물론 재일동포들과 세계적으로 권위있는 외국 의사들로부터도 높은 평가를 받고 있다고 강조했다.
전 사장에 따르면 금당-2는 간염, 불면증, 만성대장염, 폴립, 당뇨병 등 완치가 불가능한 병치료에 특효가 있다고 밝혔으며 간경변증, 췌장염, 각종 신경통, 위 및 십이지장궤양, 위염, 허약증, 자궁출혈을 포함한 장기출혈, 알레르기성 피부염, 만성방광염, 수술후유증 등을 치료하거나 예방하는 데도 쓰인다.
일부 사람들이 인삼을 먹고 알레르기를 일으키곤 하는 것은 인삼속에 포함돼 있는 사포닌이 원인인데 금당-2에는 이 성분이 없어 전혀 걱정할 필요가 없다.
어쨌든 깊고 심한 질병 외에는 모두 효력을 볼 수 있다는 것이 전 사장의 설명이며 금당-2의 주성분은 희토류 원소가 함유된 비료로 키운 개성고려인삼에서 추출한 당체이며 이것에는 약간의 아미노산과 금, 백금 등이 들어있다고 밝혔다.
현재까지 약 1천여명의 임상실험을 거쳐 수백만명이 이 주사약을 이용했는데 100% 좋은 효과를 보았고 89.6%가 완치되었으며 대표적으로 지난 1999년 12월 대장염 환자 20명에게 사용한 결과 18명이 완치됐고 1명은 현저하게 호전, 또다른 1명은 보통으로 호전되었다.
지난해 11월부터 올해 1월 다마스쿠스에서 시리아 보건부 주최로 열린 국제약품 임상 테스트에서 이 주사약을 맞은 50명의 환자들이 모두 완치되었으며 당시 테스트에 참가했던 미국의 간염치료제 인터페론, 일본의 라엔네크, 강력미노화겐-씨(C) 등 세계적으로 유명한 약품을 물리치고 1등으로 당선되었다.

#### 2010년대 의료 기술
실제 조선민주주의인민공화국은 약초 재배와 수매 질서 등을 규정한 약초법을 제정하고 매년 4 - 5월과 9 - 10월을 약초 재배 월간으로 설정하고 전국적으로 약초 증산을 독려하고 있다.
이렇게 재배된 약초들은 고스란히 고려약의 원료로 쓰이는데 수십 년에 걸쳐 개발돼온 북한의 고려약은 특정 질환에 있어 그 효능도 입증 되었다고 하며 탈북 한의사인 김씨는 골수염 치료제는 세계적인 수준이라고 하며 여러 나라에서 북한 골수염 치료약만 찾는다고 알려져 있고, 일부 몇 가지 약들에 대해서는 북한 제품 아니면 안 쓴다는 사람도 있다고 말했다.
자체 개발한 우엉 항바이러스 물약을 비롯한 항바이러스제들을 이번 신종 코로나바이러스 치료제로 사용하겠다는 뜻을 내비쳤다.
로동신문은 만약을 대비해 이미 해당 항바이러스제 생산이 이뤄지고 있다는 점도 설명했으며 로동신문은 조선민주주의인민공화국에 흔한 약재를 가지고 만든 우엉항바이러스 물약을 비롯해 항바이러스제들을 많이 생산하기 위한 전투를 벌리고 있다며 이에 맞게 해당 단위들에서는 필요한 약물들을 공급하기 위한 조직사업을 따라세우고 있다고 부연하기도 했다.
조선민주주의인민공화국이 내세우는 우엉 항바이러스제는 지난 2016년 북한이 개발에 완성했다고 주장한 호흡기 바이러스 치료제다.
당시 노동신문은 이 항바이러스제를 화학적 물질이 아닌 천연 약재를 원료로한 천연 항바이러스제로 선전했으며 김일성종합대학 평양의학대학과 의학과학원 약학연구소, 국가미생물검정소의 과학자, 전문가 등이 수년 동안 연구해 개발한 것으로 알려진 우엉 항바이러스제는 종류에 관계없이 홍역이나 감기를 비롯한 여러 가지 바이러스성 전염병을 예방한다고 조선민주주의인민공화국은 설명하고 있다.
툭히 임상시험 결과 호흡기성 전염병에 대한 우엉 항바이러스제의 치료율은 90%에 달하며 부작용도 적다는게 조선민주주의인민공화국의 발표이다.
2016년에 개발한 우웡 항바이러스 물약의 개발일화는 선교구역의 남신진료소의 장미란 박사가 개발을 한 종류라고 하며 특히 홍역 치료제로 유명하지만 신종플루와 대상포진에도 효과가 넘친다고 발표하며 권위가 높은 평양의학대학과 고려의학연구원 약학연구소에서 개발을 하여 상당한 효과를 보았다고 밝혔다.
특히 고려약으로 개발한 약재도 치료 성능이 훌륭히 제기되었고 거론이 되는 생체실험의 조건을 가지고 있는 정치범수용소에서 실험을 하는 사례도 상당하여 회령시 수용소 학살 사건의 발단도 임상실험으로써 대체 실험도 상당히 많다.
조선민주주의인민공화국 의학연구원 의학생물학연구소는 코로나 19 백신을 개발해 이달 초부터 임상시험을 시작했으며 연구소는 이번에 개발한 백신은 코로나 19 바이러스가 숙주 세포에 침입할 때 사용하는 숙주세포의 수용체, 안지오텐신 전환 효소 2를 활용했다.
이 효소에 결합하는 바이러스 외막 돌기 단백질의 유전자 배열 자료에 기초해 백신을 재조합했다고 밝혔으며 또 동물시험을 통해 백신의 안전성과 면역원성이 확인돼 7월초부터 임상시험을 시작했다면서 북한에 코로나19 환자가 한 명도 없는 조건에서 임상 삼상 시험을 논의하고 있다고 덧붙였다.

## 우주 공학

### 우주 위성 기술
대포동 1호 혹은 백두산 1호 위성은 스커드 미사일과 노동-1호를 개량해서 만든, 조선민주주의인민공화국의 장거리 탄도 미사일이며 조선민주주의인민공화국에서는 백두산 1호라고 부른다.
1998년 8월 31일, 조선민주주의인민공화국 최초의 인공위성인 광명성 1호를 발사한 우주로켓으로 조선민주주의인민공화국에 의해 소개되었으며 이때 1단 로켓과 2단 로켓이 성공적으로 날았다.
그러나 발사는 어떤 출처로부터도 확인되지 않았으며 3단 로켓 점화에 실패하여 결국 대기권에 진입하여 추락하여 실패를 거두게 되었으며 특히 이것을 발판으로 더욱 수정하여 보완을 하게 되었다.
광명성 2호는 조선민주주의인민공화국이 2009년 4월 5일에 발사한 은하 2호 로켓에 탑재되었던 인공위성이며 시험 통신 위성으로, 북한 조선중앙통신은 5일 오후 3시 30분께 인공위성 광명성-2호가 궤도 진입에 성공했다고 발표했지만 국제 사회는 인정하지 않았다.
궤도 경사각은 40.6°. 지구로부터 제일 가까운 거리는 490km, 제일 먼 거리는 1426km인 타원궤도로, 주기는 104분 12초이다.
대한민국의 청와대는 5일 오전 11시 30분 15초에 함경북도 화대군 무수단리에서 로켓을 발사했다고 발표하였으며, 대한민국과 미국 측은 인공위성 발사체가 궤도에 오르지 못하고 바다에 떨어졌다고 밝혔다.
2012년 조선민주주의인민공화국은 은하-3호를 발사하려고 많은 준비를 하였고 사전 동의 작업도 착수를 하였으며 특히 허가를 받도록 노력을 하였다. 하지만 이미 미사일 발사 계획은 허가가 나지 않았지만 조선민주주의인민공화국은 2012년 4월 13일 강행하여 발사를 하였다.
하지만 엔진이 폭발하고 결국 진입조차 하지 못하고 추락하여 결국 조선중앙통신에서 실패 결론을 내고 공식 발표하여 인정을 하였으며 유엔에서는 의장성명이 발표가 되었다.
2012년 11월 23일, 디지털글로브 위성사진에서 동창동 미사일 발사장에 새로운 로켓이 건조되는 것이 발견되어 2차 발사 준비 사실이 알려졌으며 이후 2012년 12월 1일, 조선우주공간기술위원회에서 은하 3호 발사계획을 12월 10일에서 12월 22일 사이로 결정했다고 알렸다.
이후 연기를 발표했다가 정규 일정대로 12월 12일 발사를 하고, 이는 궤도에 안정적으로 광명성 3호를 올려보냈다. 이때 세계에서 10번째로 위성 자력 발사국에 간신히 턱걸이를 하였다.

## 평가
조선민주주의인민공화국이 과학기술발전을 토대로 경제가 발전을 하고 있다는 것이고 특히 전자 공학의 육성과 더불어 민수화가 더욱 되어가고 있다.

### 화학 공업 복구의 전초전
현재 조선민주주의인민공화국은 경공업 위주의 공업 생산 체계로 이루어져 있으며 현재 중공업을 위주로 한 전력으로 인하여 고난의 행군이 온 결과로 인하여 현재는 중공업을 상당히 부정하는 듯한 모습을 보이고 있으며 특히 최소한의 양으로만 생산을 하고 있다.
하지만 순천 과인산 비료 공장의 완공으로 인하여 화학 공업을 다시 복구하려는 모습이 보이고 있으며 탄소하나화학공업기지도 현재 복구가 완료가 되어가고 있는 시점이다.
그리고 순천화학련합기업소는 현재 비날론을 생산하는 것은 물론 아예 제철 공업과도 연관을 짓고 있으며 특히 조선중앙통신에서는 연산 18만 톤 규모의 제철 공업을 하고 있다.
현재 화학공업이 복구가 되어가고 있으며 특히 흥남비료연합기업소도 현재 갈탄 가스화를 넘어 무연탄 가스화로 다시 진입을 하기 시작을 하였다.

### 제철 공업의 국산화
조선민주주의인민공화국은 고철의 부족함으로 인하여 결국 주체철을 통한 제강 과정을 추진하고 있어서 청진제강소의 입철 방식의 구단광을 통하여 제강을 하고 있다.
하지만 결국 이물질이 회전로에 겹침으로써 결국 개건 현대화를 계속 해야 하는 단점이 존재하여 결국 성진제강련합기업소와 김책제철련합기업소 그리고 황해제철련합기업소 방식으로 추진을 하게 되었다.
이때 성진제강련합기업소가 2009년 코렉스 공법의 회전로 제철 방식을 성공시켜서 성진제강련합기업소와 보산제철소에 6기의 회전로 제철 방식을 토입하여 72만 톤 규모의 코렉스 회전로 제철 방식으로 용선을 출선하고 있다.
역시 황해제철련합기업소도 1999년에 성공을 하였지만 결국 2015년까지 가동이 중지가 되어 결국 김정일이 현지지도를 왔을 때 문제점을 보고를 올린 뒤 투자를 하여 결국 문제점을 2016년에 해결하고 2016년 1월 1일 출선에 성공하여 결국 이 방법을 순천화학련합기업소와 김책제철련합기업소에 보완을 하여 순천에는 18만 톤의 연산 단위를 김책에는 30만 톤의 연산 단위를 제작하여 결국 66만 톤의 산소열법 용광로를 출선하며 제철을 하고 있다.
국산화가 된 제철 방식으로 생산한 강재는 우선적으로 군수공업이나 건설 현장으로 우선 공급하고 나머지 부족분은 중국이나 러시아로부터 들여온 고철을 들여와 제강과정으로 거친 강재로 개건 현대화를 하고 있다.
이것으로 거친 제강 과정은 대부분 자체 자금으로 고철을 사서 황해제철련합기업소나 김책제철련합기업소 혹은 성진제강련합기업소에 위탁하여 생산을 맡기는 형식으로 하고 있다.

### 전자 공업의 비약적 발전
김정일과 김정은은 현재 반도체 장비를 자신의 예금에 맞게끔 들여오고 있으며 특히 리철호가 사업하는 기계 공장과 89호 집적회로 공장, 그리고 평양 집적회로 시험 공장에도 들여왔을 것으로 알려져 충격을 주고 있다.
더군다나 제프리 루이스 박사는 리철호가 사업하는 기계 공장을 특정하여 반도체 생산을 중점적으로 하고 있다고 밝혔으며 특히 실제로도 조선중앙TV로도 입증이 되어 보여주었다.
현재 제프리 루이스 박사와 오경섭 연구원은 리철호가 사업하는 기계 공장과 더불어 89호 집적회로 공장에도 반도체 설비가 그것도 최신으로 있을 것으로 알려져 있다.
조선민주주의인민공화국은 삼성전자가 개발한 수준인 20nm급 저전력 LP형 HKMG 개발에도 성공하여 김정은 명의로 축하문을 111호 마스크 제작소에 전해주었다는 것을 밝혔으며 이를 로동신문이 보도하였다.
그리고 SoC 개발에도 2019년 성공하였다고 조선중앙통신과 내나라에도 보도하여 엄청난 충격을 주고 있고 특히 대서특필 되어 나타나고 있다. 그만큼 현재 전자공업이 군수용 장비를 개발하는데 투자를 아끼지 않고 있다.

### 북남 과학 기술 경쟁 관계
조선민주주의인민공화국과 대한민국 사이의 과학 기술 경쟁 관계로 맞붙고 있다는 것이고 특히 전자공학 분야나 화학공학 특히 생명공학 쪽에서도 경쟁관계로 맞붙고 있다.
특히 조선민주주의인민공화국과 대한민국 사이에 디램 제작 기술이나 마이크로프로세서 제작 기술로도 경쟁 관계로 있는 사이이며 특히 디램 제작 기술도 한동안은 조선민주주의인민공화국이 대한민국보다 앞선적이 한동안은 있었고 특히 16MB 디램 제작 기술을 조선민주주의인민공화국은 1987년에 개발을 하였으며 대한민국은 3년 뒤인 1989년에 16MB 디램 제작 기술을 개발을 하였다.
특히 64MB 디램 제작 기술도 대한민국은 1992년에 개발한 데 반하여 조선민주주의인민공화국도 1991년에 바로 건너뛰어 개발한 전력이 있으며 이후 대한민국은 디램 개발에 주력하였고 조선민주주의인민공화국은 1997년 111호 마스크 제작소를 개발한 이후 마이크로프로세서 개발을 전환하였다.
이때 조선민주주의인민공화국은 고난의 행군으로 반도체 개발을 지체하는 와중에 대한민국은 0.18um 수준의 패턴 형성까지 개발하게 되었으며 특히 게이트어레이와 표준셀을 개발을 하였으며 이때 LG 반도체도 게이트어레이와 표준셀을 개발하는 데 성공을 거두었다.
그러나 2000년대에서 조선민주주의인민공화국과 대한민국은 다시 경쟁을 벌여서 2005년 조선민주주의인민공화국은 45nm ASIC 제작용 위상반전마스크 개발에 성공을 거두고 특히 2007년 조선중앙통신에서 보도한 바와 같이 45nm 표준셀 개발용 ASIC 제작에 성공을 거두었으며 뒤이어 2006년에 삼성전자가 45nm ASIC용 위상반전마스크 개발에 성공을 거두어 ASIC 제작 기술을 확보하는데 성공을 거두었다.
하지만 다시 2012년부터 다시 삼성전자가 28nm 생산 기술을 확보하였으며 이때 28nm HKMG 개발에 성공을 거두었다.
조선민주주의인민공화국은 20nm 공정으로 바로 건너뛰었으며 2008년 2월 12일 20nm 표준셀 라이브러리를 개발하는데 성공을 거두어 2014년 5월 14일에 20nm급 위상반전마스크 개발에 성공을 거두어 2014년 12월 29일 20nm ASIC 제작 기술을 성공을 시켰다.
하지만 대한민국은 2014년 3월 23일 20nm급 위상반전마스크 개발에 성공을 거두어 2014년에 20nm ASIC 제작 기술을 확보하는데 성공을 거두고 애초부터 28nm을 접목시켜서 LP형 HKMG 개발 기술을 확보하는데 성공을 거두었다.
조선민주주의인민공화국은 LP형 HKMG 기술을 3년 뒤인 2017년 6월 20일 전에 완성되어 결국 이때 김정은이 축하문을 송부하였다는 로동신문의 보도가 있었다.
2019년에는 10nm FinFET 공정을 개발하여 역시 파운드리하여 입증을 하는데 성공하였으며 이때 SoC 개발에도 성공을 거두어 파운드리를 할 수 있는 여건이 충족이되었으나 하지만 역시 삼성보다 3년은 늦게 개발에 완료가 되었다.
이 이후로는 삼성전자의 독주로 28nm와 20nm 공정과 14nm 공정 그리고 10nm 공정에 이어 7nm 및 5nm 공정까지 확실히 조선민주주의인민공화국을 앞장서게 되었다.

### 파운드리 공정으로 인한 자체 수익 사업
2000년대부터 김정일은 독립채산제로 인한 자체 수익 사업을 권장하며 방위산업이든 일반 산업이든 자체 수익 사업으로 통한 30% 계획 초과 생산분으로 시장가격에 판매가 가능하도록 세부계획지표를 조정을 지시하였고 이때 7.1 경제개혁조치에서 발표가 되어 2004년에 공식적으로 중앙공업에도 적용이 되었다.
특히 평양 집적회로 공장과 평양 집적회로 시험 공장, 리철호가 사업하는 기계 공장, 89호 집적회로 공장과 팹리스 사업으로 111호 마스크 제작소와 Glocom 등 많은 제작 사업을 벌이고 있으며 이때 반도체 사업으로 65nm 공정과 45nm 공정, 20nm 공정을 완료하고 팹리스는 111호 마스크 제작소 혹은 Glocom을 통하여 수주를 받은 다음 파운드리로 평양 집적회로 시험 공장이나 혹은 리철호가 사업하는 기계 공장에 작업을 하여 하청을 받는 형식으로 운영하고 있다.
이때 무역회사로 주선을 받으며 이때 TSMC나 혹은 삼성전자로 수주가 실패할 때 차선책으로 권유를 받고 수주를 받고 있으며 이때 수익 사업을 자체적으로 벌이고 있다.
특히 독립채산제로 인하여 더욱 그 경쟁 상대가 치열하여 할인 가격으로 맞서고 있으며 특히 내부적으로도 경쟁 관계에 있다.

## 논란과 의혹

### 반도체 장비 불법 수입 의혹
특히 2004년에는 MEBES-4700S 전자빔 리소그래피 장비를 평양 집적회로 시험 공장 및 111호 마스크 제작소에서도 수입을 한 사실이 드러나 평양 집적회로 공장에도 수입을 하였다는 의혹을 사고 있다.
하태경의원실에 밝혀온 기록에 따르면 반도체 장비인 불화수소 및 전략 물자 등 30건 이상을 수출한 나라는 오로지 일본 뿐이라는 사실을 알려주었는데 그외에도 리철호가 사업하는 기계 공장에 반도체 생산 설비가 있는 것으로 조선중앙TV에서 밝혀온 것을 보면 그다지 의심을 할 필요도 없다.
그만큼 현재 북한은 많은 반도체 생산 장비를 포함한 레지스트와 불화수소를 비롯한 많은 설비를 비싼 가격에 수입을 할 가능성이 아주 없지 않다.
그리고 조선중앙TV와 제프리 루이스 박사의 증언에 따르면 현재 리철호가 사업하는 기계 공장을 보여주었는데 그만큼 의심나는점이 많으며 현재 조선민주주의인민공화국은 니콘의 집적회로 생산 설비와 함께 독일의 불화수소 에칭 장비와 일본의 ALD 증착장비와 프랑스의 PECVD 증착장비와 세정 장비와 중국의 Deburring 패키징 장비를 보유하고 있으며 5개 이상의 장비를 가지고 있다고 밝혔다.
2019년에는 SoC를 개발하여 2020년 Glocom에서 ARM 마이크로프로세서와 SPARC 마이크로프로세서를 설계하여 위에 있는 공장에 파운드리를 맡겨 미사일 공장이나 기계 공장에 시장가격보다 약간 낮은 가격에 납품을 하고 있다.

### 조선민주주의인민공화국 정찰 총국 결탁설
인민무력부 정찰총국와 결탁하여 현재 무역회사를 설립하여 운영을 하고 있고 특히 팬 시스템즈에 운영하고 있다는 설이 있으며 특히 SPARC 마이크로프로세서 설계와 특히 ARM 마이크로프로세서 설계로 인하여 현재 군수용 장비로 납품을 하고 있으며 이를 Glocom 사이트에서 입증을 하고 있다.
현재 조선민주주의인민공화국은 김정은의 입김이 가장 세게 불고 있는 돈줄 가운데에 하나일 것이며 특히 팹리스 반도체 기업으로써 특히 111호 마스크 제작소와 함께 2인자로 다루고 있으며 특히 만경대 정보 기술사인 진달래 손전화기 공장에서도 팹리스 사업을 하고 있다.

### 화학 무기 생산 기지 의혹
하지만 역시 화학공장의 단점은 언제나 화학무기 생산 기지로 의혹을 받을수 밖에 없으며 흥남비료연합기업소와 2.8비날론련합기업소 그리고 순천화학련합기업소도 언제나 화학무기의 전용 기지로 비상시에 삼을 수 있다는 단점으로 인하여 현재 귀순자는 한목소리로 이런 기지의 화학무기 전용 기지화라는 목소리가 나오고 있다.
더군다나 비료 생산 기지는 언제나 핵무기 기지로 전용 받을 수도 있다는 의혹에 있어 무시할 수가 없으며 특히 인산으로 인하여 우라늄 추출을 할 가능성이 높다.

### 유엔 안전 보장 이사회 위반
2017년 조선민주주의인민공화국은 이러한 위반에 결국 유엔에서는 제재가 확실히 들어오게 되었고 이를 바탕으로 보고서가 나왔다.
그리고 현재 말레이시아의 사업소는 현재 문을 닫은 것으로 알려져 있으며 지금 말레이시아에서는 철수를 하였으며 그러나 아직 Glocom이라는 무역회사는 아직 사이트가 있는 것으로 보아하니 지금도 하고 있을 것으로 알려져 있다.
현재 조선민주주의인민공화국의 팹리스 기업은 111호 마스크 제작소와 Glocom과 특히 진달래 휴대폰 공장이 있다.

### 조선 부강 무역회사와 백송 무역회사로 통한 소프트웨어 혹은 하드웨어 거래[82]
조선민주주의인민공화국은 백송 무역회사를 통한 국가과학원 전용 무역회사를 통하여 소프트웨어 혹은 마이크로프로세서와 팹리스 사업을 통한 거래를 하고 있다고 포항공대 박찬모 교수께서 직접 증언을 하였으며 특히 이것으로 통한 자체 수익사업을 벌이고 있다.
특히 조선 백송 무역회사뿐만 아니라 룡봉총회사를 통한 조선부강무역회사는 리철호가 사업하는 기계 공장과 89호 집적회로 공장을 소유하고 있으며 비로봉 무역회사는 Glocom을 소유하고 있다.
그만큼 현재 무역회사를 통한 소프트웨어나 하드웨어 즉 마이크로프로세서를 거래하고 있다는 정황이 포착이 되고 있다.

### 고려 의학의 발전 및 현대화의 중요성
조선민주주의인민공화국은 고려의학의 발전 및 고려약의 현대화로 인하여 GMP화가 발전을 하여 고려약의 발전 및 효능이 극대화가 되어 가고 있으며 특히 혈궁불로정과 금당-2 주사약 등 많은 발전을 거두게 되었다.
하지만 문제점 또한 많이 있으니 특히 중금속 등 많은 전통적인 방식으로 개발을 하는 바람에 특히 짝퉁 제품들과 섞여 나오고 있다는 것이다.
그래서 조선민주주의인민공화국의 고려의학 전문가들도 GMP화가 급선무라고 밝혔지만 그러한게 잘되지 않는다고 밝히고 있으며 특히 지방의 고려약 공장들은 특히 전통적으로 개발하여 문제가 되고 있다.
조선민주주의인민공화국이 2006년부터 올해까지 3년 계획으로 고려약공장 개선사업을 벌어 200여개 공장을 개보수했다고 조선신보가 17일 보도했으며 강계고려약공장과 회령고려약공장 등 수백여개의 고려약공장을 GMP 요구에 맞게 진행하였으며 생산설비들을 세계적인 제약설비에 맞게 무인화하여 설계 제작하였다.